# Davidoff
Davidoff – nazwa marki luksusowych produktów, stworzona przez urodzonego w Kijowie, a osiadłego w Szwajcarii Zino Davidoffa. Znana jest głównie z wyrobów tytoniowych, takich jak cygara i papierosy. Pod tą marką sprzedawane są również ekskluzywne fajki, koniaki, kawy, perfumy, wieczne pióra, oprawki do okularów, wyroby ze skóry, zegarki oraz wszelkiego rodzaju akcesoria związane z paleniem tytoniu. Dystrybutorem papierosów Davidoff jest Imperial Tobacco.

## Historia firmy

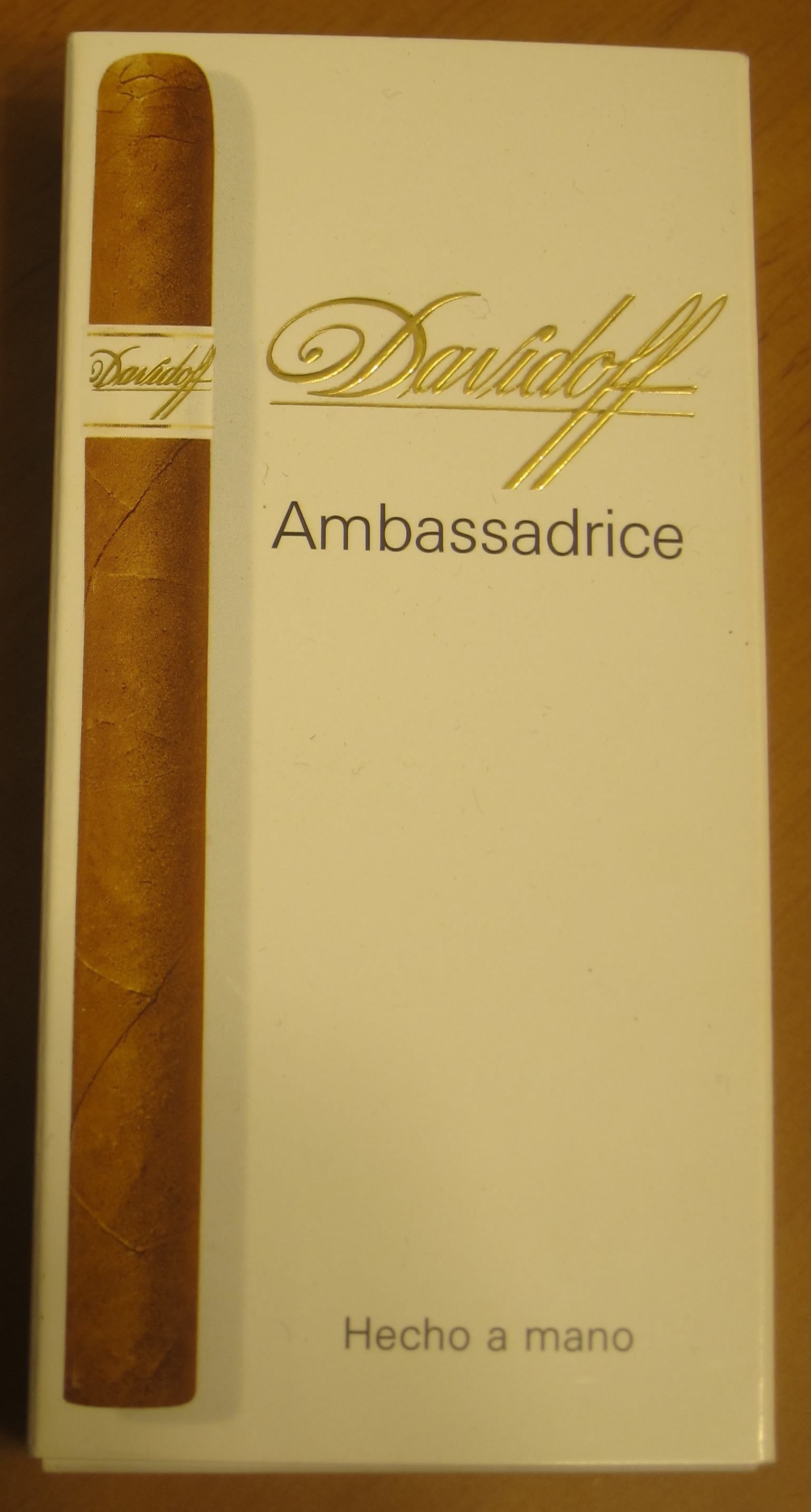
cygara Davidoff Ambassadrice

Zino Davidoff urodził się 11 marca w 1906 w Kijowie. Antysemickie nastroje panujące w tamtych latach w carskiej Rosji narażały rodzinę Davidoffów na ciągłe kłopoty. W 1911 sytuacja polityczna stała się tak napięta, że cała rodzina postanowiła wyemigrować na Zachód. Zatrzymali się w Genewie, gdzie ojciec Zina – Henri zdecydował się wynająć nieduży sklepik. Henri Davidoff postanowił zająć się tym, na czym znał się najlepiej, czyli wytwarzaniem i sprzedażą wyrobów tytoniowych, wprowadzając swojego syna w technologię produkcji cygar.
W 1925 Zino Davidoff wyjechał do Ameryki Południowej, gdzie pracował na plantacjach tytoniu w Argentynie i Brazylii. Około 1928 udał się na Kubę, gdzie obserwował produkcje cygar. Po powrocie do Genewy, przy sklepie swojego ojca, w piwnicy, urządził humidor – pomieszczenie o szczególnych warunkach do przechowywania liści tytoniu. Był w tym zakresie prekursorem. Pod koniec II wojny światowej Zino Davidoff otrzymał pozwolenie na stworzenie własnej marki cygar. W 1946 stworzył serię cygar o nazwie G.C. (Grand Cru). Nazwa była zainspirowana klasyfikacją win francuskich. W 1970 otworzył fabrykę cygar w Hawanie, gdzie powstają serie cygar Davidoff N°1, Davidoff N°2 oraz Ambasadrice.
W 1970 rodzinna firma z Bazylei Oettinger, kierowana przez dr Ernsta Schneidera, wykupiła prawa do marki Davidoff. Zino Davidoff współpracował ze swoją dawną firmą aż do śmierci, będąc jej ambasadorem. W 1989 Zino Davidoff wraz z Ernstem Schneiderem przenieśli uprawę tytoniu na Dominikanę.
14 stycznia 1994 Zino Davidoff zmarł w wieku 88 lat. Założona przezeń firma osiąga dochody rzędu 1,5 mld euro, zatrudnia 2700 pracowników, ma 53 sklepy firmowe (dane na 2008 rok).
Asortyment produktów oferowanych przez firmę został rozszerzony o liczne artykuły luksusowe: koniaki, wyroby skórzane, oprawki do okularów, pióra wieczne, zegarki oraz perfumy. W 1984 na rynek weszły perfumy Davidoff Classic, w 1986 – Zino Davidoff, w 1988 Davidoff Cool Water, uważany za jeden z najbardziej rozpoznawalnych zapachów dla mężczyzn. W 1996 – na rynek weszły perfumy dla kobiet: Davidoff Cool Water Woman.

## Marki papierosów

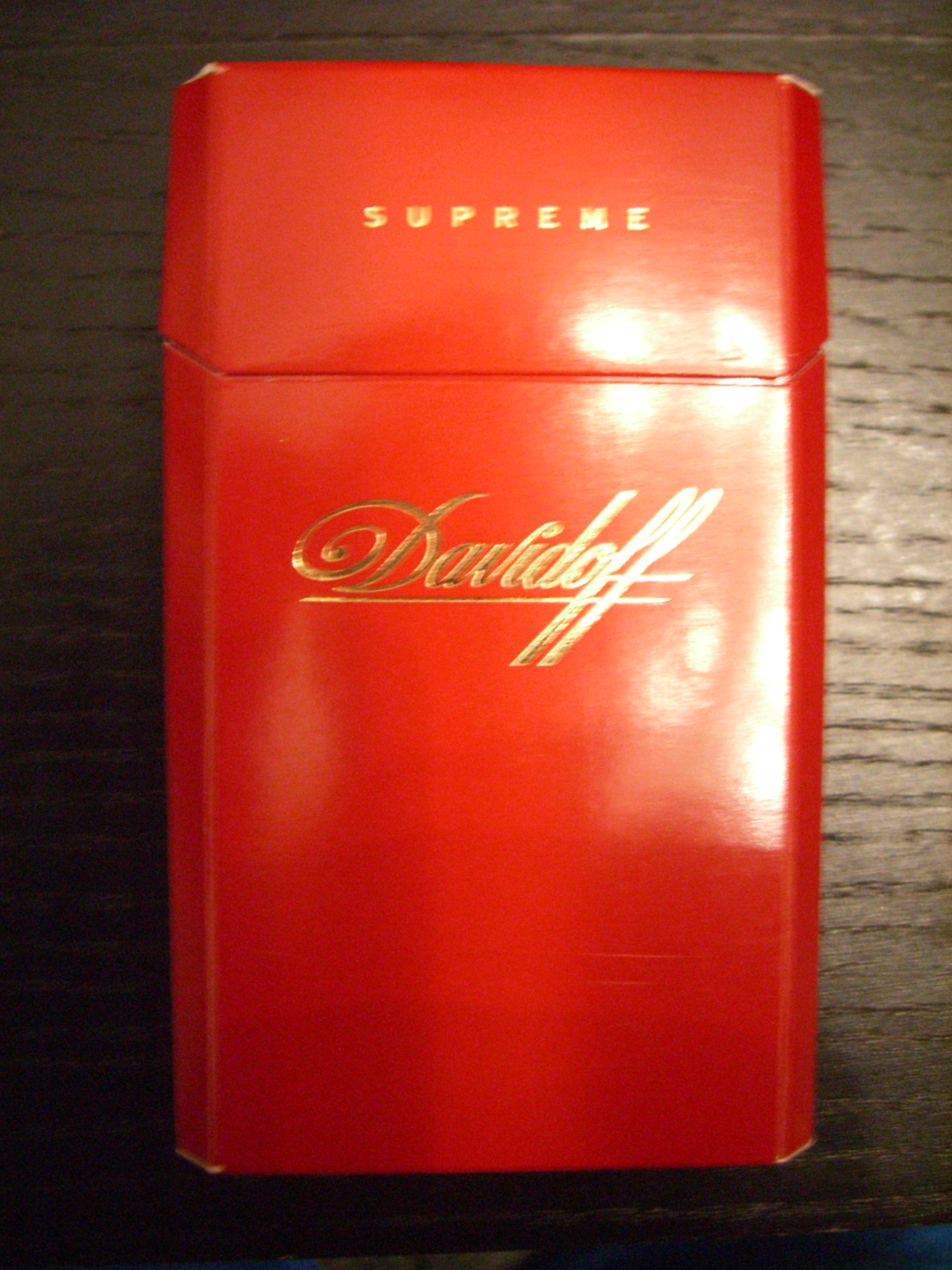
Davidoff Supreme

Obecnie dostępne są następujące warianty papierosów:
- Davidoff Magnum
- Davidoff Supreme
- Davidoff Classic
- Davidoff Mild
- Davidoff Lights
- Davidoff Magnum Lights
- Davidoff Slims
- Davidoff Ultra lights
- Davidoff Menthol
- Davidoff One
- Davidoff Gold

Na polskim rynku znane są:
- Davidoff Classic
- Davidoff Gold
- Davidoff Gold Slim
- Davidoff Menthol Slim
- Davidoff Menthol Superslims
- Davidoff Magenta Superslims
- Davidoff Shape White
- Davidoff Shape Black
- Davidoff Evolved Red 100
- Davidoff Evolved Blue 100

## Marki cygar[1]
- Millenium
- Grand Cru
- Signature
- Aniversario

## Grupa Zino Davidoff

Logo Zino Davidoff Group

Zino Davidoff Group to nazwa handlowa Zino Davidoff SA, szwajcarskiej firmy rodzinnej, która została wyodrębniona z firmy produkującej wyroby tytoniowe Davidoff w 1980 roku. Działa wyłącznie w segmencie nietytoniowych dóbr luksusowych i oferuje asortyment ekskluzywnych produktów. Firma jest właścicielem i zarządza marką Davidoff w zakresie zegarków, galanteriii skórzanej, przyborów piśmienniczych, męskich i damskich akcesoriów modowych (takich jak krawaty, chusty i spinki do mankietów), zapachów, okularów, kawy i koniaku.

### Marki kawy[5]
- Espresso 57
- Rich Aroma
- Fine Aroma
- Crema Intense
- Café Crème Elegant
- Café Crème Intense
- Oriental Style
- Explorer's Choice
- Jade, Horizon, Azur , Colombia (limitowane edycje)

### Marki perfum

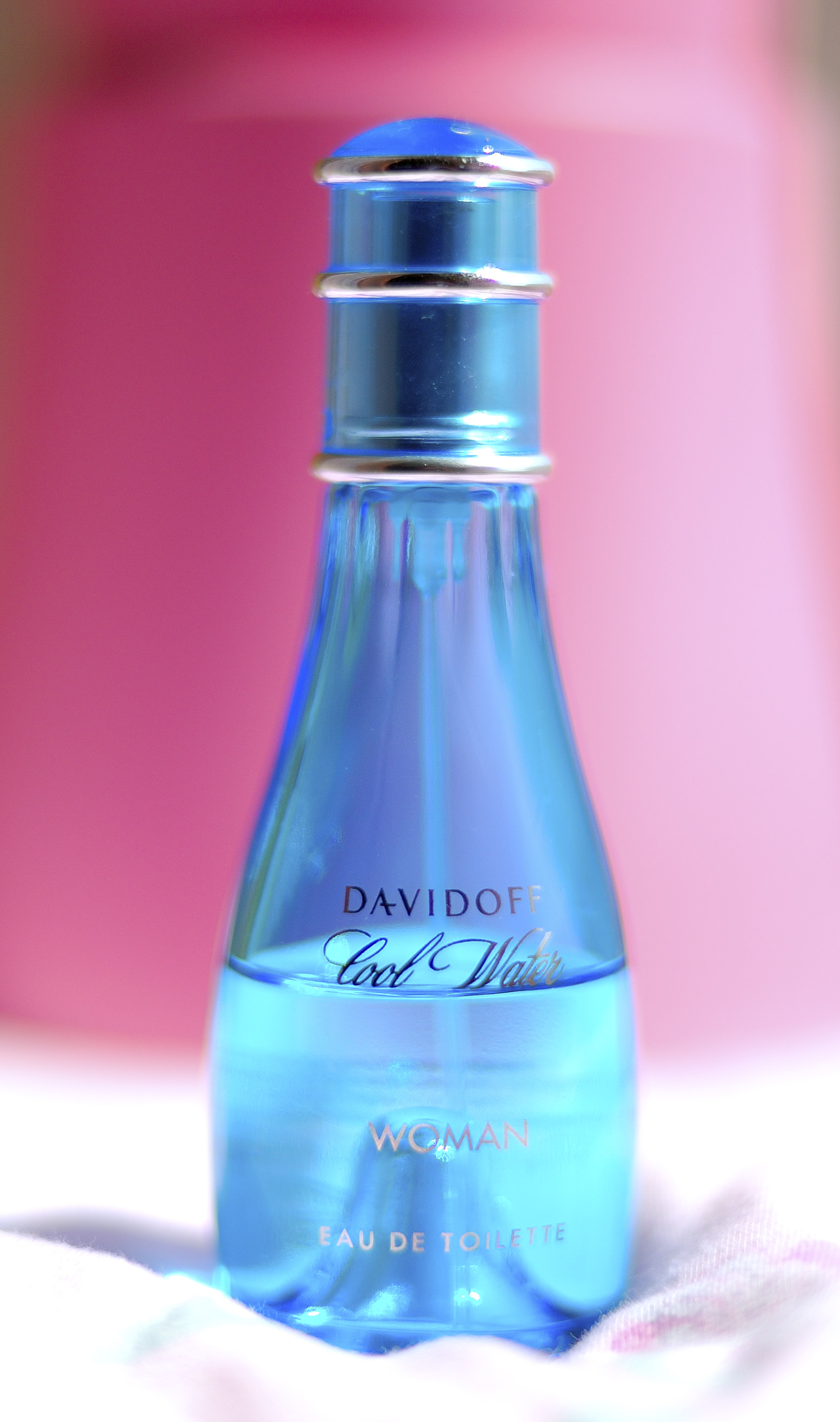
Davidoff „Cool Water for women” – damskie perfumy

### Marki koniaku[5]
- Davidoff XO
- Davidoff VSOP
- Davidoff VS

### Marki perfum[5]
- Cool Water Man
- Cool Water Woman
- Cool Water Intense Man
- Cool Water Intense Woman
- Cool Water Wave
- Run Wild Man
- Run Wild Woman